# Den femtonde hövdingen
Den femtonde hövdingen är en dansk-finsk-norsk-svensk TV-film från 1992.

## Handling
14 samiska hövdingar dödas av svenska soldater i ett bakhåll, en 15:e lyckas fly. Det samiska folket har väntat i flera hundra år på att han ska återvända som ledare, när Lars en dag dyker upp.

## Rollista
- Toivo Lukkari - Lars Niia
- Oula Näkkäläjärvi - Emanuel
- Nils Utsi - Mikael
- Issát Sárá - Ivar
- Åsa Simma - Sara
- Göran Stangertz - Tommy
- Li Brådhe - Lena
- Svein Birger Olsen - Arne
- Nils Labba - Johan Petter
- Lars-Henrik Blind - Erik Huuva
- Jan Tiselius

## Om filmen
Filmen spelades in i Kiruna och visades första gången på SVT2 den 19 februari 1992.